# 肝功能測試
肝功能測試（英語：Liver function tests）是為了解病患肝臟的狀態，設計而成的臨床生化學實驗室血液檢測方法的總稱。相關測試參數包括：PT/INR（凝血酶原時間／國際標準化比值）、aPTT、白蛋白、膽紅素（直接和間接）、谷丙转氨酶等。

## 外部連結
- 醫學主題詞表（MeSH）：肝臟功能試驗
- Liver Function Tests （页面存档备份，存于） at Lab Tests Online
- Overview （页面存档备份，存于） at Mayo Clinic
- Abnormal Liver Function Tests （页面存档备份，存于）
- Overview of liver enzymes （页面存档备份，存于）